# Segestria pacifica
Segestria pacifica là một loài nhện trong họ Segestriidae.
Loài này thuộc chi Segestria. Segestria pacifica được Richard C. Banks miêu tả năm 1891.